# Walter de Silva
Walter De Silva né le 27 février 1951 à Lecco, est un designer automobile italien.

## Biographie
Walter de Silva a commencé sa carrière en 1972 à l'âge de 21 ans, en travaillant pour Centro Stile Fiat. 
Après avoir commencé sa carrière chez Alfa Romeo, Walter de Silva entre au sein du groupe Volkswagen en œuvrant au sein de différentes marques du groupe, d'abord chez Seat puis chez Audi. Il était responsable du design de tout le groupe Volkswagen jusqu'en novembre 2015, date de son départ de Volkswagen.
En 2017, il lance sa propre collection de chaussures de soirée pour femmes. Associé au cabinet allemand EDAG, il conçoit des modèles de voitures électriques pour la nouvelle marque chinoise Arcfox.

## Modèles dessinés

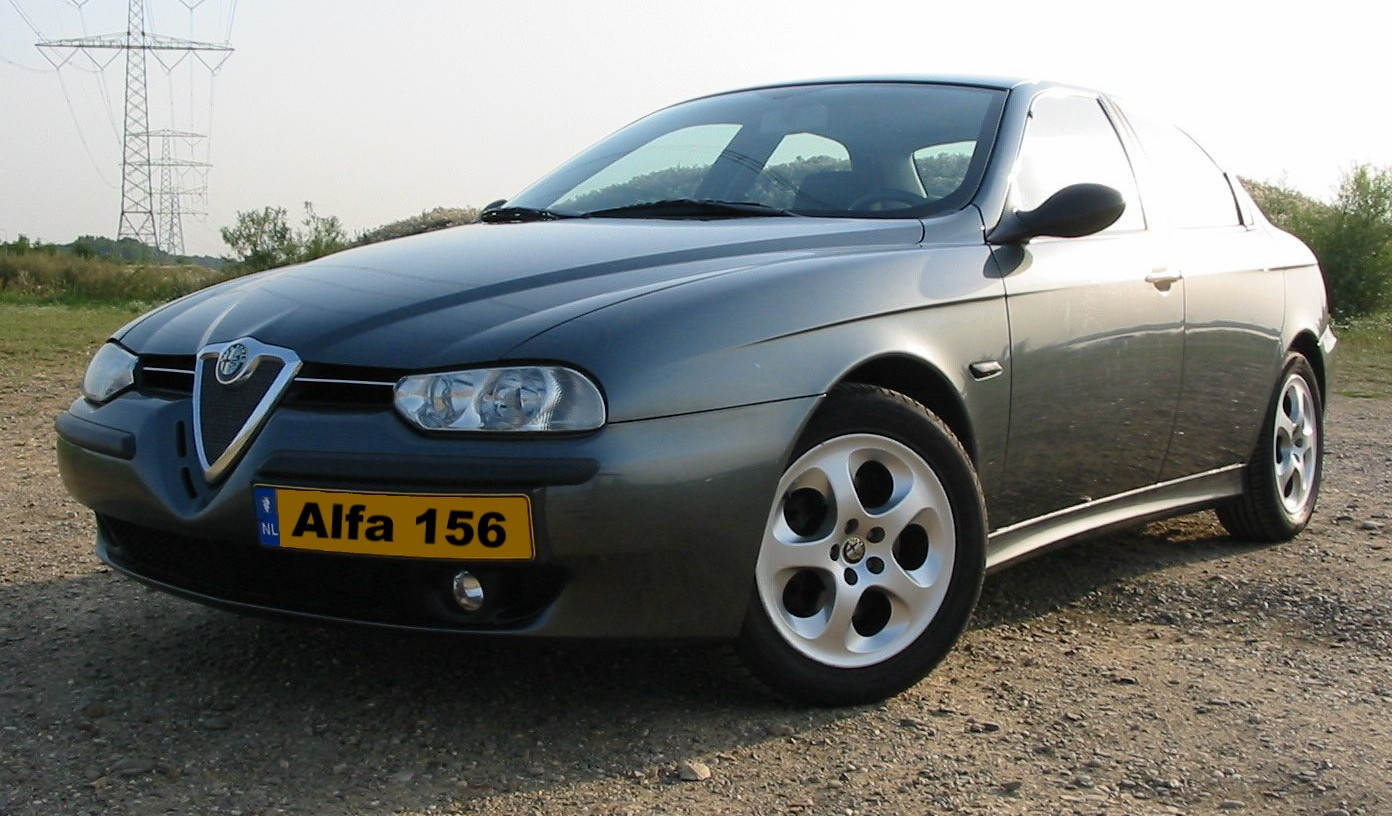
Une Alfa Romeo 156

Liste non-exhaustive des modèles dessinés par Walter de Silva:
- Alfa Romeo[5]
  - Alfa Romeo 145 (1994), 146 (1995)
  - Alfa Romeo 156 (1997), élue en Europe voiture de l'année en 1998, en partie grâce à son dessin[6]. De Silva a aussi dessiné la version SportWagon mais le restylage de 2003 des berlines et SportWagon est l'œuvre de Giugiaro
  - Alfa Romeo 166 (1998)
  - Alfa Romeo 147 (2000)

- Audi
  - Audi A3 (8P) (2003), présentée au Salon international de l'automobile de Genève
  - Audi A5 (2007), modèle qu'il considère être sa plus belle création[7]
  - Audi A6 (2004 et 2011)
  - Audi TT (2006)
  - Audi A5 (2007)
  - Audi R8 (2006)
  - Audi A7 (2010)

- Seat
  - Seat Ibiza (2002)

- Lamborghini
  - Lamborghini Miura Concept (2006)
  - Lamborghini Egoista (2013), concept car monoplace empruntant des attributs des véhicules aériens[8]

## Distinctions
- 2014: Diplôme honorifique de l'université de Bologne[9]